# سهام سرمایه

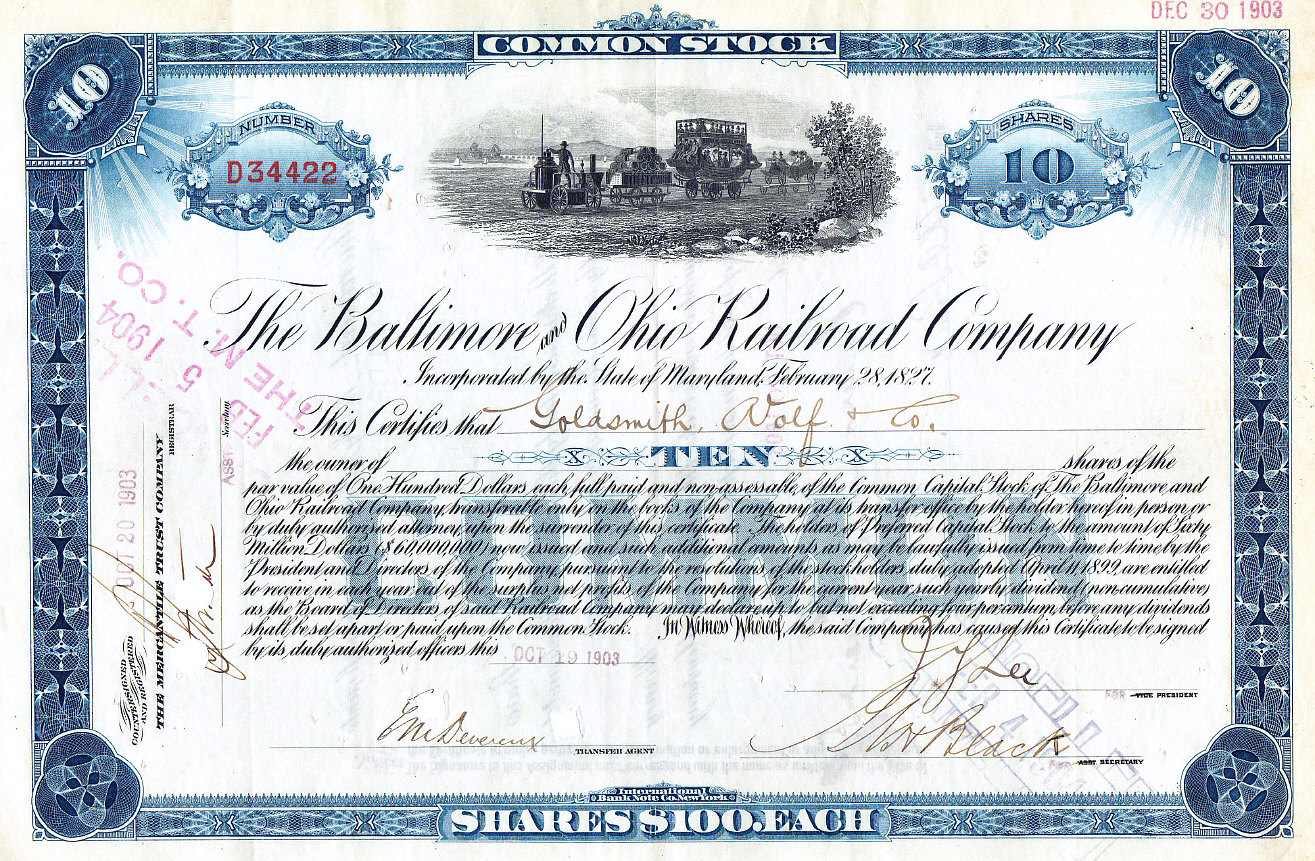
گواهی سهام ۱۹۰۳ راه‌آهن بالتیمور و اوهایو

سهام سرمایه (به انگلیسی: Capital stock) برابر است با ارزش اسمی سهام منتشر شده یک شرکت. ارزش اسمی هر سهم به مبالغ معین شده هر سهم، که بر روی گواهینامهٔ سهام چاپ شده است، اشاره می‌کند. ارزش‌های اسمی غالباً تنها مبالغ صوری منعکس شده در گواهینامهٔ سهام هستند. ارزش اسمی هر سهم ارتباط مستقیمی با ارزش بازار آن سهام ندارد. هر چند ارزش اسمی غالباً سرمایهٔ قانونی شرکت‌ها را بیان می‌کند، ولی مبلغ آن توسط قوانین تعیین می‌شود.
سهام عادی عموماً بخش عمده‌ای از سهام منتشر شده را تشکیل می‌دهد. دارندگان سهام عادی (سهام‌داران) صاحبان اصلی مؤسسه هستند. هر سهام‌دار عادی در مقابل هر سهم، یک حق رای دارد و می‌تواند در اداره و کنترل نمودن مؤسسه از طریق حق رای خود، دخالت کنند. سهام عادی فاقد سود تضمین شده هستند و در صورتی که مؤسسه سود تحصیل کند، در سود مؤسسه سهیم خواهند بود. اما دارندگان سهام ممتاز ممکن است بخشی از حقوق سهامداران عادی را نداشته باشند، مثلاً حق رأی در مجامع از آن‌ها سلب شود، اما در عوض هنگام تقسیم سود در اولویت بالاتری نسبت به سهامداران عادی قرار دارند.
سرمایهٔ قانونی به حداقل مبلغی که مؤسسه می‌بایست در تأسیس خود، پرداخت یا تعهد به پرداخت نماید، اشاره می‌کند. افزایش سرمایهٔ پرداخت شده به مبالغ پرداخت شده توسط سهامداران، نسبت به سرمایهٔ قانونی ثبت شده، اشاره می‌کند.

## ورقهٔ سهم
در ایران ورقهٔ سهم سند قابل معامله‌ای است که نمایندهٔ تعداد سهامی است که صاحب آن در شرکت دارد و اطلاعات مهمی از قبیل نام شرکت، شمارهٔ ثبت، نام و مشخصات دارندهٔ سهام و مبلغ اسمی سهم بر روی آن نوشته شده است.

## سهام جایزه
زمانی که یک شرکت از ذخایر آزاد فراوانی برخوردار است، ممکن است بخشی از ذخایر خود را از راه انتشار سهام جایزه، در وجه سهامداران کنونی خود و به نسبت سهامی که در اختیار دارند، به سرمایه تبدیل کند. مدیران شرکت می‌توانند با انتقال بخشی از حساب ذخایر شرکت به حساب سرمایه سهمی و ثبت دفتری عملیات، این کار را انجام دهند. پس از انتشار سهام جایزه به‌طور معمول، قیمت سهام شرکت بسته به تعداد سهام جایزه منتشر شده در بازار سقوط می‌کند، اما از آنجا که رقم سود هر سهم تغییری نمی‌کند، سهامدار شرکت که اکنون تعداد سهام او افزایش یافته است، پس از چندی با ترمیم قیمت سهام به سود دست پیدا می‌کند.